# Zethus binodis
Zethus binodis är en stekelart som först beskrevs av Fabricius 1793.  Zethus binodis ingår i släktet Zethus och familjen Eumenidae. Inga underarter finns listade i Catalogue of Life.